# Anund Emundsson
Anund Emundsson levde på 1000-talet, var en svensk viking. Han var son till sveakungen Emund den gamle. Enligt Adam av Bremen omkom han under ett krigståg till "kvinnornas land", möjligen Kvänland, efter att invånarna där blandat gift i källvattnet. Hans död ska ha inträffat innan kung Emunds, vilket betyder före år 1060.